# Szymon Rozwałka
Szymon Rozwałka (* 1970 Štětín, Polsko) je polský architekt působící v Česku.

## Kariéra
Narodil se v roce 1970 v polském Štětíně. V letech 1989–1995 vystudoval Fakultu stavitelství a architektury Technické univerzity Štětín. V roce 2001 spolu s Pawłem Wachnickim založil ve Štětíně architektonický ateliér C+HO_aR, který se v roce 2007 rozdělil na dva samostatné ateliéry ve Štětíně a v Olomouci. Od roku 2012 Rozwałka vlastní brněnskou kancelář nazvanou RO_aR architects. Sám Rozwałka bydlí v Brně od roku 2009. Je hostujícím členem České komory architektů.

## Dílo
Mezi jeho významné realizace patří:

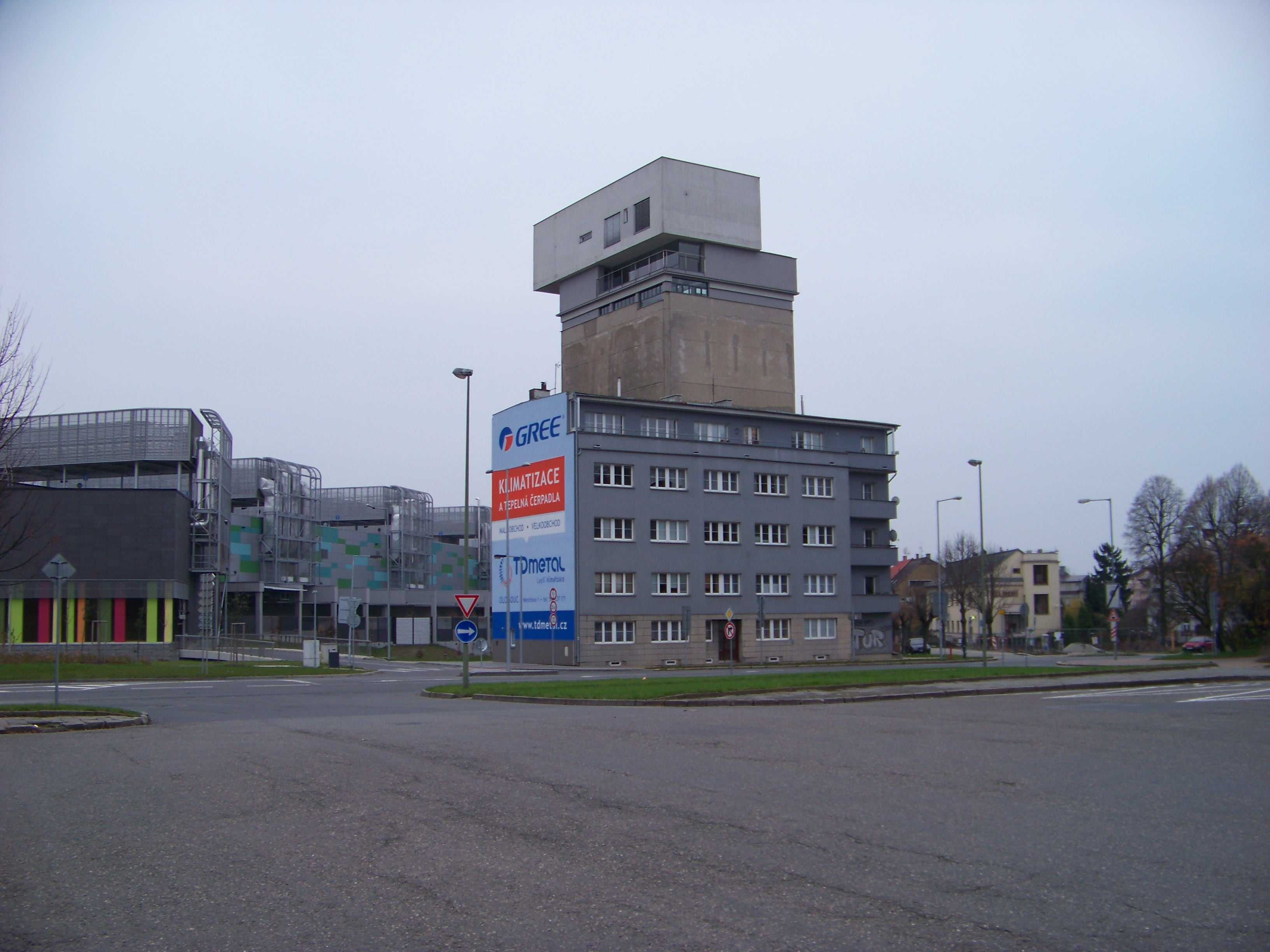
Vila na sile, Olomouc (2014)

- 2003–2006 vila v Zalesiu u Varšavy (s Pawłem Wachnickim)[4]
- 2005–2007 vila na sile Barbory a Radima Králíkových v Olomouci, Polská ul. 7 (s Tomášem Pejpkem),[5][6][7] mimo jiné oceněná Grand Prix architektů v kategorii rodinných domů,[8] nominovaná na Cenu Rudolfa Eitelbergera[9]
- 2006–2011 rodinný dům v Radzewicach u Poznaně
- 2009–2010 interiér bytu ve Varšavě (s Petrem Jakšíkem)[10]
- 2010–2017 vila v Praze-Hlubočepech

S Petrem Jakšíkem spolupracoval také např. na interiéru japonského baru Asahi v Brně. V roce 2016 jeho návrh skončil jako třetí v soutěži o Památník Jana Palacha ve Všetatech.